# 莫朗 (默兹省)
莫朗（法語：Maulan，法語發音：[molɑ̃]）是法国默兹省的一个市镇，属于巴勒迪克区。

## 地理
莫朗（48°40'8"N, 5°15'12"E）面积4.22 平方千米，位于法国大東部大區默兹省，该省份为法国西北部内陆省份，北与比利时接壤，西接马恩省和阿登省，南至上马恩省和孚日省，东临默尔特-摩泽尔省。
与莫朗接壤的市镇（或旧市镇、城区）包括：富谢尔欧布瓦、利尼昂巴鲁瓦、大楠村、小楠村。

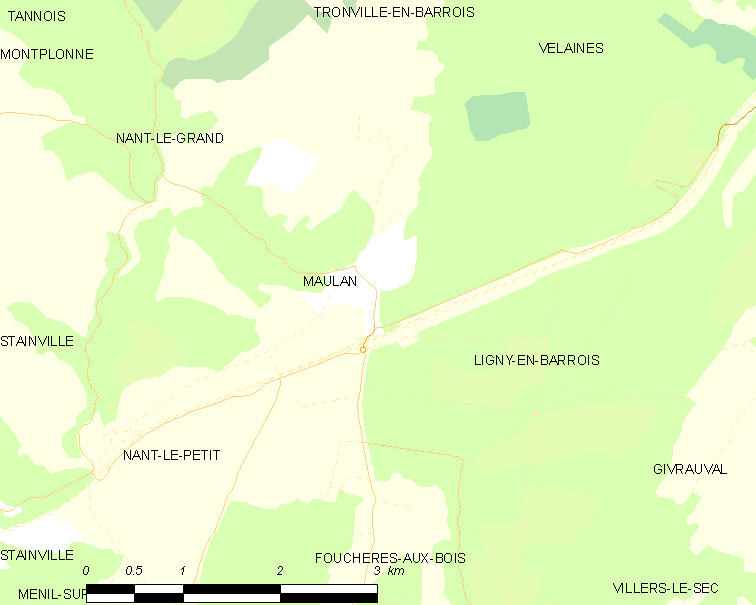
的OSM定位图

莫朗的时区为UTC+01:00、UTC+02:00（夏令时）。

## 行政
莫朗的邮政编码为55500，INSEE市镇编码为55326。

## 政治
莫朗所属的省级选区为昂塞维尔县。

## 人口

1962-2008年间人口变化图示

莫朗于2022年1月1日时的人口数量为107人。